# Altica oregonensis
Altica oregonensis är en skalbaggsart som beskrevs av Schaeffer 1932. Altica oregonensis ingår i släktet Altica och familjen bladbaggar. Inga underarter finns listade i Catalogue of Life.